# Cephalodella eupoda
Cephalodella eupoda är en hjuldjursart som beskrevs av Myers 1924. Cephalodella eupoda ingår i släktet Cephalodella och familjen Notommatidae. Inga underarter finns listade i Catalogue of Life.